# Chanina von Sura
Chanina von Sura (englisch Hanina of Sura) war ein jüdischer Gelehrter im 4. Jahrhundert. Er gilt als Amoräer der 5. Generation und war ein Zeitgenosse von Mar Sutra und Rab Papi (Rab Papa?).
Chanina lehrte an der Schule bei Sura in Babylonien.
Im Babylonischen Talmud gibt es einige Textstellen von ihm.